# Jeppe Johnsson
Jeppe Niklas Johnsson, född 23 juli 1951 i Mjällby, är en svensk politiker (moderat), som var riksdagsledamot 1994–2009.
I riksdagen var han bland annat ledamot i justitieutskottet (1998–2006) och miljö- och jordbruksutskottet (2006–2009).
Han är adjunkt.